# Liste der Vertriebenendenkmale in Nordrhein-Westfalen (H–W)
Diese Liste der Vertriebenendenkmale in Nordrhein-Westfalen (H–W) verzeichnet die  Vertriebenendenkmale in Städten und Gemeinden Nordrhein-Westfalens von Haan bis Wuppertal. Zu den übrigen siehe Liste der Vertriebenendenkmale in Nordrhein-Westfalen (A–G).

## Historischer Hintergrund
- Deutsche Ostsiedlung
- Ostgebiete des Deutschen Reiches
- Zweiter Weltkrieg
- Flucht und Vertreibung Deutscher aus Mittel- und Osteuropa 1945–1950

## Liste
| Bild | Ort                      | Lage | Jahr                | Beschreibung |
| ---- | ------------------------ | --- | ------------------- | --- |
| 0    | Haan                     | Gedenkstein für Guttentag und Loben in Oberschlesien |                     | |
| 0    | Hagen                    | Stadtpark Wehringhausen, Gedenksteine für den Kreis Lyck und die Patenschaft Lyck                                                                                   | 1963                | „1920 Kreis Lyck für Deutschland. Unvergessene Heimat.“ – „Den Deutschen mit Zwang von seiner Heimat trennen bedeutet ihn im Geiste töten.“ – „1955 Lyck Ostpreußen Patenstadt Hagen.“ |
| 0    | Halle (Westf.)           | Gedenkstein vor dem ev. Friedhof in Hörste (Halle) |                     | |
| 0    | Haltern am See           | Römerstraße, Gedenkstein | 1986                | „Den Opfern der Vertreibung.“ |
|      | Haltern                  | St. Anna (Haltern am See) | 1981                | |
| 0    | Hamm                     | Gedenkplatte hinter St. Pankratius (Bockum-Hövel) |                     | „Freie Bergstadt Tarnowitz – unseren Toten“ Tarnowskie Góry |
| 0    | Hamminkeln               | Gedenkkreuz auf dem Friedhof von Dingden | 1966                | „Den Toten der Heimat.“ |
| 0    | Heimbach (Eifel)         | Gedenkstein auf dem Ehrenfriedhof bei der Abtei Mariawald |                     | „Gedenkt unserer Toten im Osten.“ |
| 0    | Hemer                    | Gedenkstein im Friedenspark | 1999                | „Zum Gedenken der Opfer durch Flucht und Vertreibung 1945-1948.“ – „In den Jahren nach dem 2. Weltkrieg fanden ca. 8.000 deutsche Heimatvertriebene aus dem Baltikum, Ost- und Westpreußen, Danzig, Pommern, Nieder- und Oberschlesien, dem Sudetenland und den deutschen Siedlungsgebieten in Ost- und Südosteuropa eine neue Heimat in Hemer.“ – „Zur Erinnerung. Durch Flucht und Vertreibung von 1945-48 wurden ca. 20 Mio. Zivilmenschen aus ihrer ostdeutschen Heimat des damaligen Reichsgebietes unter grausamen Bedingungen vertrieben. Dabei sind 2,8 Mio. grausam zu Tode gekommen. Es darf keine Wiederholung geben. Helft dabei mit!“ |
| 0    | Hennen                   | Gedenkstein mit Wappen von Pommern, Westpreußen, Danzig, Ostpreußen, Schlesien, Oberschlesien, Sudetenland, Siebenbürgen                                            | 2004                | „Zum Gedenken der vielen Opfer, die durch Flucht und Vertreibung ihr Leben verloren 1945–1948. Bauernverband und Bund der Vertriebenen Hennen.“ |
|      | Herford                  | Ehrennische im Rathaus | 1976                | „Landsberg Warthe 1257–1957 unvergessene Heimat.“ Gorzów Wielkopolski |
| 0    | Herford                  | Ehrenmal am Bergertor | 1968                | „Die Opfer der Kriege mahnen zum Frieden.“ |
| 0    | Herford                  | Werre-Brücke am Bergertorplatz, Gedenkstein mit Wappen von Landsberg an der Warthe                                                                                  | 1976                | „Nach Landsberg an der Warthe über Berlin 519 km.“ |
| 0    | Herford                  | Gedenktafel im Innenhof von St. Johannes Baptist | 1996                | „Zur Erinnerung. Nach 1945 wurden Schlesier, Pommern, Ost- und Westpreußen, Danziger, Ostbrandenburger und Sudetendeutsche aus ihrer seit Jahrhunderten angestammten Heimat vertrieben. Hier in Herford fanden in den Jahren 1946-1948 besonders Schlesier aus der Grafschaft Glatz Obdach und Hilfe. Der Kirchengemeinde St. Johannes Baptist und allen Einrichtungen von Stadt und Kreis Herford, die halfen, Not zu lindern, danken wir für die Aufnahme in schwerster Zeit. Heimatgruppe und Zentralstelle Grafschaft Glatz / Schlesien e. V. zum 50. Jahrestag der Vertreibung. 1996.“                                                        |
| 0    | Herne                    | Gedenkstein in der Gräffstraße 43, Musikschule | 2000                | Patenschaft für Jauer, Ortelsburg und Strehlen |
|      | Hilden                   | Hauptfriedhof an der Kirchhofstraße, Gedenkstein |                     | „Den Toten des Patenkreises Wohlau.“ Landkreis Wohlau, Wołów |
| 0    | Hille                    | Rathaus, Gedenktafel mit Flüchtlingstreck | 1995                | „Zum Gedenken an Flucht und Vertreibung. Bund der Vertriebenen 1995.“ |
| 0    | Hövelhof                 | Erinnerungsstätte im Rathaus, Wappen von Ostpreußen, Westpreußen, Danzig, Pommern, Schlesien, Oberschlesien und Sudetenland                                         | 1989                | |
| 0    | Höxter                   | Gedenkkreuz vom 18. Februar 1945 in Corvey für Victor I. Herzog von Ratibor, beigesetzt im Kloster Rauden                                                           | 1945                | |
| 0    | Horn-Bad Meinberg        | Mahnmal vor der Burg Horn, Wappen von Pommern, Ostbrandenburg, Danzig, Sudetenland, Oberschlesien, Ostpreußen, Niederschlesien und Westpreußen                      | 2004                | „Die Opfer jeder Vertreibung sind die Menschen. Wir hoffen, daß es in einem geeinten Europa keine Vertreibung mehr gibt.“ |
| 0    | Ibbenbüren               | Gedenkstein auf dem Zentralfriedhof | 1958–1960           | |
| 0    | Iserlohn                 | Städtischer Friedhof Iserlohn, Dreiergedenkkreuz | 1958                | |
| 0    | Iserlohn                 | Neuer katholischer Friedhof in Letmathe, Gedenkstein | 1952                | „Unseren lieben Toten in der Heimat, den Opfern des Krieges und der Vertreibung.“ |
| 0    | Iserlohn                 | Gedenkstein des Bauernverbandes vor dem Friedhof in Hennen | 1987                | |
| 0    | Kalletal                 | Wanderweg vom Felsenkeller in Richtung Stemmen-Rinteln, Gedenkstein des Lippischen Heimatbundes                                                                     | 1969                | |
| 0    | Kamen                    | Hochkreuz und Steinplatten mit Wappen von Schlesien, Pommern, Sudetenland, Brandenburg, Ostpreußen, Westpreußen, Danzig, Posen                                      | 1949                | |
| 0    | Kempen                   | Gedenktafel an der Leichenhalle des Friedhofs in St. Hubert (Kempen)                                                                                                | 1980                | |
| 0    | Kleve                    | Friedhof: Ostlandkreuz, Heimaterde | 1958                | |
| 0    | Königswinter             | Marterl im Garten von Haus Schlesien |                     | „Gedenket der Opfer des Krieges und der Vertreibung aus dem deutschen Osten.“ |
|      | Krefeld                  | Mahnmal auf dem Zentralfriedhof Elfrath | 1985                | Pommern, Sudetenland, Ostpreußen, Westpreußen, Freistaat Danzig, Banater Schwaben, Schlesien, Oberschlesien |
| 0    | Lage                     | Gedenkkreuz beim Friedhofseingang in Heiden (Lage) | 1954/1979           | Wappen von Ostpreußen, Pommern, Schlesien und Sudetenland |
| 0    | Lemgo                    | Gedenkstätte für den Kreis Kolmar i. Posen, neben dem Ehrenmal am Johannisturm                                                                                      | 1968                | |
| 0    | Lengerich                | Mahnmal am Stadion, Wappen von Ost-Westpreußen, Berlin, Schlesien, Sudetenland, Pommern                                                                             | 1956                | „Ewig deutscher Osten.“ |
| 0    | Leverkusen               | Friedhof in Leverkusen-Manfort, Ostlandkreuz, Tafel | 1950/1995           | „Den Toten der ostdeutschen Heimat.“ – „1945-1995. Zum Gedenken an die Millionen ostdeutschen Opfer durch Flucht und Vertreibung.“ – „In Memoriam für alle, die hilflos und einsam starben, die keiner begrub auf dem Weg ihrer Flucht, dem Weg ohne Gnade. Agnes Miegel.“ – „Ost- und Westpreußen, Pommern, Schlesien, Deutsche aus Russland, Siebenbürgen-Sachsen, aus dem Sudetenland.“ – „Heimat, was man liebt, kann nicht vergehen.“ |
| 0    | Leverkusen               | Gedenkstein hinter der Doktorsburg | 1960                | „Ratibor“ |
| 0    | Lichtenau                | Erinnerungsstätte im Rathaus | 1989                | Wappen von Ostpreußen, Ermland, Westpreußen, Danzig, Pommern, Schlesien, Oberschlesien, Sudetenland |
| 0    | Lindlar                  | Gedenkstein neben dem Treppenaufgang zum Rathaus | 1963                | „Denkt an die deutschen Ostgebiete.“ |
| 0    | Lippstadt                | Friedhof, Vertriebenenmahnmal | 1956                | Flüchtlingsfamilie. Ostdeutschland in den Grenzen von 1937, Ordenskreuz: „Nie vergessen 1945.“ |
| 0    | Lippstadt                | St. Martinus (Hörste), Gedenktafel für Wölfelsdorf mit Kirche Maria Schnee (Międzygórze)                                                                            | 1998                | |
| 0    | Löhne                    | Rückseite des neuen Rathauses, Gedenkstätte | 1960                | „Der unvergessenen ostdeutschen Heimat. Breslau 600 km, Königsberg 900 km.“ |
| 0    | Lübbecke                 | Striegauer Meilenstein, Bahnhofsvorplatz und Stadthalle | 1962 und 1986       | „Striegau / Schl. 700 km.“ Strzegom |
| 0    | Lübbecke                 | Friedhof, Gedenkstein für Striegau | 1968                | |
| 0    | Lübbecke                 | Striegauer Glocke in der Mauer um das Heimatmuseum Burgmannshof | 1983                | „Striegauer Glocke von der Stadtpfarrkirche St. Peter und Paul zu Striegau in Niederschlesien. 1692 in Schweidnitz / Schlesien gegossen, 1943 zur Einschmelzung abgenommen, 1952-1981 im Dienst der Gemeinde St. Bonifatius in Wetter / Hessen. Am 15.September 1983 wurde diese Glocke in die Patenstadt Lübbecke geholt.“ |
| 0    | Lübbecke                 | Berger Torstraße, Gedenkstein hinter dem Heimatmuseum |                     | „Selliner Gedenkstätte 1945“ Czelin |
|      | Lüdenscheid              | Gedenkstätte an der Glatzer Straße | 6. Oktober 1962     | Bildhauer: Waldemar Wien, Kierspe „Glatz – Lüdenscheid. Allen vertriebenen Deutschen.“ Kłodzko |
| 0    | Marl                     | Alter Zentralfriedhof an der Sickingmühler Straße, Gedenkstein | Tag der Heimat 1979 | |
| 0    | Meerbusch                | Friedhof in Lank-Latum, Gedenkstein | 1965                | |
| 0    | Menden (Sauerland)       | katholischer Friedhof, Marterl des schlesischen Bildhauers Johannes Langer                                                                                          | 1954                | „In Christus ist Heimat“ |
| 0    | Meschede                 | Bauernsiedlung an der Breslauer Straße, Gedenkstein | 1958                | „Den Toten durch Krieg und Vertreibung aus deutschem Osten. Meschede 1958.“ |
| 0    | Meschede                 | Gedenkstein auf dem Südfriedhof | 1958                | „Den Toten aus Winzig und Umgebung. Die Patenstadt Meschede.“ Wińsko |
| 0    | Mettmann                 | Angerapper Platz, Gedenkstein für Angerapp | 1954                | |
| 0    | Mettmann                 | Friedhof Lindenheide, Gedenkstein mit Gedenkbäumen für Ketschdorf im Kreis Schönau                                                                                  | 1987                | |
| 0    | Minden                   | Gedenktafeln im Großen Domhof | 1998                | „Zum Gedenken an die 2 Millionen Opfer durch Flucht und Vertreibung 1944-1948. Gestiftet von den Landsmannschaften und dem BdV 1998.“ – „In den Jahren nach dem 2. Weltkrieg fanden ca.10.000 Heimatvertriebene aus dem Baltikum, Ost- und Westpreußen, Danzig, Pommern, Schlesien, dem Sudetenland und anderen deutschen Siedlungsgebieten in Ost- und Südosteuropa eine neue Heimat in Minden und Umgebung.“ |
| 0    | Minden                   | Gedenkstein für die Patenschaft Köslin | 1953                | „West- und Ostpreußen, Pommern, Ostbrandenburg, Schlesien, Sudetenland.“ |
| 0    | Minden                   | Heimatstein in Haddenhausen | 1985                | |
| 0    | Minden                   | Gedenktafel neben dem Gefallenendenkmal auf dem Friedhof in Todtenhausen                                                                                            | 1995                | |
| 0    | Mönchengladbach          | Gedenkstein beim Theater in Rheydt | 2001                | „Fünfzehntausend Vertriebene und Flüchtlinge beginnen nach 1945 ein neues Leben in unserer Stadt. Vierzehn Millionen Deutsche müssen am Ende des zweiten Weltkrieges ihre Heimat verlassen. Hunderttausende verlieren dabei ihr Leben. Wir gedenken aller Toten durch Krieg, Völkermord, Flucht und Vertreibung. Gestiftet von: Bund der Vertriebenen, Kreisverband Mönchengladbach, Landsmannschaft Ostpreußen, Pommern, Schlesien und Sudetenland.“ |
| 0    | Mülheim an der Ruhr      | Gedenkstätte der Heimatvertriebenen an der Kapelle des Altstadtfriedhofes, Kettwiger Straße                                                                         | 2008                | „Wir bitten die Lebenden in aller Welt vertreibt den Hass durch Versöhnung. Die Vertriebenen aus Ost- und Westpreußen, Pommern, Schlesien, Sudetenland.“ |
| 0    | Münster                  | Servatiiplatz, Gedenkstein | 2003                | „Den deutschen Flüchtlingen und Heimatvertriebenen in Münster seit 1945.“ – „Die Stadt Münster erinnert durch dieses Denkmal an das Schicksal der Flüchtlinge, Vertriebenen und Deportierten aus Schlesien, Ostbrandenburg, Pommern, Danzig-Westpreußen, Ostpreußen, dem Sudetenland und den Siedlungsgebieten von Deutschen in Ost-, Mittel- und Südosteuropa, die nach 1945 hierher kamen. Sie würdigt ihren für unsere Stadt geleisteten Beitrag zum Wiederaufbau und zur Errichtung eines demokratischen Gemeinwesens.“ |
| 0    | Münster                  | Vorhalle des Historischen Rathauses Münster, Erinnerungstafel mit Charta der deutschen Heimatvertriebenen                                                           | 1975                | |
| 0    | Neuss                    | Oberstraße, Mahnmal für den deutschen Osten und die Teilung Deutschlands. Obelisk, Wappen von Schlesien, Pommern, Sudetenland, Westpreußen, Ostpreußen              | 1988                | „Vergeßt Euren deutschen Osten nicht.“ – „Errichtet von Neusser Bürgern und Unternehmern, den ostdeutschen Landsmannschaften Neuss, der Jubiläumsstiftung der Stadtsparkasse Neuss sowie der Stadt Neuss. 17.Juni 1988.“ |
| 0    | Neuss                    | Gedenkstein Ecke Burgerstraße/Uedesheimer Straße in Norf | 1975                | „Ostpreußen, Danzig, Pommern, Schlesien und andere Vertreibungsgebiete. Für den Frieden gegen die Gewalt, Flucht, Vertreibung, Trennung. Schicksalsjahre des deutschen Ostens 1944/45/46.“ |
| 0    | Oberhausen               | Schloss Oberhausen, Skulptur Die Trauernde | 1950                | „Zum Gedenken an die Opfer der Kriege, der Unfreiheit, der Vertreibung.“ |
| 0    | Oer-Erkenschwick         | Gedenkstein auf dem Waldfriedhof |                     | „Den Toten in der fernen Heimat – Aller die 1945 in den Orten Bruch, Ladung und Wiesa – Sudetenland – ermordet oder vertrieben wurden, gedenken wir im Gebet, wo immer wir heute leben. Möge Gott ihnen Ruhe und Frieden geben! Die Heimatgemeinde.“ Lom u Mostu |
| 0    | Oerlinghausen            | Gedenktafel vor der St. Hedwigskapelle | 1997                | „Zur Erinnerung an unsere unvergessene Heimatgemeinde Niedersteine, Grafschaft Glatz / Schlesien, aus der wir 1946 vertrieben wurden.“ Ścinawka Dolna |
| 0    | Paderborn                | Gedenkstein bei der Kreisverwaltung an der Aldegrever Straße |                     | „Kreis Meseritz. Unseren Toten. Kreis Schwerin (Warthe).“ |
| 0    | Plettenberg              | Wegweiser vor dem neuen Rathaus |                     | „Königsberg 1115 km, Breslau 810 km, Berlin 530 km, Stettin 675 km.“ |
| 0    | Plettenberg              | Gedenkstein am Seiteneingang der Schützenhalle | 2010                | |
| 0    | Porta Westfalica (Stadt) | Königsberg-Denkmal am westlichen Brückenkopf der Weserbrücke in Barkhausen                                                                                          |                     | „Königsberg 925 km, Berlin 355 km.“ Reichsstraße 1, Königsberg (Preußen) |
| 0    | Ratingen                 | Gedenkglocke beim „Haus Oberschlesien“ in Hösel |                     | „Erstellt im Jahre 1492. Dauerleihgabe des Neisser Heimatkreises und der Bösdorfer Kirchengemeinde.“ Nysa, Gmina Pakosławice |
|      | Recklinghausen           | Mahnmal nahe St. Peter, am Sparkassenhochhaus |                     | „Deutschland ist unteilbar.“ |
|      | Reken                    | Gedenktafel an einer Mauer der Arbeiterkolonie Haus Maria-Veen |                     | |
| 0    | Remscheid                | Gedenktafel an einer Mauer auf dem Vorplatz von Remscheid Hauptbahnhof                                                                                              |                     | „Stettin, Breslau, Königsberg, Sensburg. Patenstadt seit 1954. Zur Erinnerung an die infolge des 2. Weltkrieges verlorenen Ostgebiete.“ |
| 0    | Remscheid                | Rathaus, Gedenkstätte zur Patenschaft Sensburg |                     | |
| 0    | Rheinbach                | | 1987                | Gedenkpokal im Glasmuseum: „Urkunde. Nach Entrechtung und Vertreibung aus ihrer Heimat in Nordböhmen siedelte sich eine sudetendeutsche Volksgruppe 1947 in Rheinbach an. Durch ihren Fleiß und Mithilfe der Rheinbacher Bürger entstanden die Glasindustrie, die Glasfachschule und das Glasmuseum. Dieser Pokal wurde zum Dank für die Patenschaftsübernahme der Stadt Rheinbach – anläßlich der 40–jährigen Ansiedlung – gestiftet. Rheinbach, den 10. Oktober 1987.“ |
| 0    | Salzkotten               | Grünfläche in der Nähe der Schützenhalle, Gedenkstein | 1976                | „25 Jahre Pommersche Landsmannschaft 1976.“ |
| 0    | Salzkotten               | Gedenkstein | 1985                | „1945–1985, 40 Jahre Flucht und Vertreibung. Bund der Vertriebenen Vereinigte Landsmannschaften.“ |
| 0    | Salzkotten               | Erinnerungsstätte im Foyer des Rathauses, Wappen von Ostpreußen, Westpreußen, Danzig, Pommern, Schlesien, Oberschlesien und Sudetenland                             | 1989                | |
| 0    | Schlangen                | Heimatgedenkstein auf dem Hans-Winter-Platz, Wappen der Ostgebiete, Stettin 570 km, Breslau 771 km, Königsberg 1103 km.                                             | Tag der Heimat 1974 | OSTWIND ERZÄHLE – WESTWIND NIMM GRÜSSE MIT |
| 0    | Schwelm                  | Döinghauser Straße, Ostdeutscher Gedenkstein | 1983                | |
| 0    | Siegburg                 | Innenhof der Kreisverwaltung, Töpfer, Bunzlau 790 km, Patenschaft für den Landkreis Bunzlau                                                                         | 1960                | |
| 0    | Siegburg                 | Foyer des Rathauses, Bunzlau-Wappen |                     | |
|      | Siegburg                 | St. Servatius, Gedenkstein für Paul Sauer (Priester) | 1996                | |
| 0    | Siegen                   | Oberes Schloss (Siegen), Ostmahnmal | 1968                | |
| 0    | Soest                    | Außenwand des Soester Rathauses, Gedenktafel für Patenschaft Groß Strehlitz, Oberschlesien                                                                          |                     | |
| 0    | Soest                    | Gedenktafel unter den Rathausarkaden | 1989                | „Vergeßt die Heimat nicht, die Opfer der Flucht, Vertreibung und Verschleppung 1945. Bund der Vertriebenen, Kreisverband Soest.“ |
| 0    | Soest                    | Gedenktafel im Rathauseingang | ersetzt 1998        | Charta der deutschen Heimatvertriebenen. Wappen von Ostpreußen, Niederschlesien, Danzig, Posen-Westpreußen, Sudetenland, Oberschlesien, Pommern. „Die historischen deutschen Ostprovinzen. Heimat vieler Soester Bürger.“ |
| 0    | Sprockhövel              | Gedenkstein vor dem Rathaus in Haßlinghausen | 1979                | |
| 0    | Steinhagen               | Gedenkkreuz am Eingang zum evangelischen Friedhof |                     | „Psalm 90. Den Opfern des großen Trecks aus dem Osten 1945.“ |
| 0    | Stemwede                 | Gedenkkreuz auf dem evangelischen Friedhof in Levern | 1959                | „Den Toten der ostdeutschen Heimat.“ |
| 0    | Stemwede                 | Wappensteine Provinz Posen und Schlesien | 1979                | |
| 0    | Telgte                   | Bildstock zwischen Bernsmeyerhaus und St. Clemens (Telgte) | 1988                | Glatzer Madonna, Wallfahrtskirchen von Glatz und Albendorf und Kirche Maria Schnee (Międzygórze). „Opfern von Krieg und Vertreibung.“ – „Errichtet zur 42. Grafschafter Wallfahrt 1988.“ |
| 0    | Troisdorf                | Gedenkstätte am Haupteingang zum Waldfriedhof, Skulptur Flüchtlingsfrau mit Kind, drei ostdeutsche Wappen                                                           | 1952/53             | |
| 0    | Unna                     | Landesstelle Unna-Massen | Tag der Heimat 1959 | „Den Opfern der Flucht und Vertreibung.“ |
| 0    | Velbert                  | Gedenkstätte auf dem Waldfriedhof, Kreuz und Steine | 1957                | Russlanddeutsche, Ostpreußen, Westpreußen/Danzig, Pommern, Oberschlesien, Schlesien, Sudetenland. „Der ist in tiefster Seele treu, der die Heimat liebt, wie du. Theodor Fontane.“ |
| 0    | Velbert                  | Gedenkstein vor Schloss Hardenberg |                     | „Den Opfern von Flucht und Vertreibung. Bund der Vertriebenen.“ – „Fern doch treu.“ |
| 0    | Vlotho                   | Fußgängerzone, Gedenktafel für die Patenschaft Sommerfeld, Niederlausitz                                                                                            | 1955                | |
| 0    | Voerde                   | Ehrenanlage für die gefallenen Karpatendeutschen der Patengemeinde Krickenau, neben dem alten Rathaus                                                               | 1960                | |
| 0    | Vreden                   | Gedenktafel auf dem Viehmarkt | 1986                | |
| 0    | Wachtberg                | Ehrenmal an der Hauptstraße in Niederbachem |                     | |
| 0    | Warburg                  | Grabstein mit Holzkreuz, auf dem Burgfriedhof in die alte Stadtmauer eingefügt                                                                                      | 1972                | „Fern, doch unvergessen, ruhen unsere Toten auf dem Friedhof zu Parchwitz. 1972 brachte ein Heimatfreund Stein und Kreuz zu ihrem Gedenken in unsere neue Heimat.“ Prochowice |
| 0    | Warendorf                | Gedenktafel an der Außenwand des alten Rathauses | 1955                | „1945 + 1955. Von der Heimat gehn ist die schwerste Last, die Götter und Menschen beugt. Agnes Miegel. Gegossen mit Beigaben von Resten ostdeutscher Glocken im zehnten Jahre nach der unglückseligen Teilung von Volk und Vaterland und dem Beginn der opferreichen Vertreibung unserer Schwestern und Brüder aus der ostdeutschen Heimat. Der Stadt Warendorf in Obhut gegeben am Tag der deutschen Heimat 1955 von den Vertriebenen im Kreise Warendorf.“ |
| 0    | Warstein                 | Gedenkstein auf dem städtischen Friedhof | 1948                | „St. Hedwigskreis 1948.“ Hedwig von Andechs |
| 0    | Wattenscheid             | Gedenkstein vor der Propsteikirche St. Gertrud von Brabant | 2003                | „Zum Gedenken unserer Toten und Gefallenen beider Weltkriege und aller Opfer der Vertreibung.“ |
| 0    | Werdohl                  | Funkenburg, Hochkreuz, Wappen von Schlesien, Pommern, Ostpreußen und Sudetenland                                                                                    | 1951/52             | |
| 0    | Werdohl                  | Friedrich-Keßler-Platz |                     | |
| 0    | Werl                     | Schützenstraße, Gedenkstein mit Karte von Schlesien und Wappen von Nieder- und Oberschlesien                                                                        |                     | |
| 0    | Wermelskirchen           | Dhünner Straße, Gedenkkreuz | 1950                | |
| 0    | Werther (Westf.)         | Friedhof, Ostlandkreuz | 1952/2002           | „Den Toten Ostdeutschlands.“ |
| 0    | Wesel                    | Haupteingang zum Bahnhof Wesel, Gedenkstein | 1966                | Rastenburg, Königsberg, Stettin, Dresden, Breslau |
| 0    | Wesel                    | Mahnmal am Eingang des damaligen Hauptdurchgangslagers für Sowjetzonen-Zuwanderer und Flüchtlinge, in der Nähe der Einmündung der Kreuzstraße in die Schillerstraße | 1959                | „Es gibt kein Entrinnen, es gibt nur ein Hindurch.“ |
| 0    | Wiehl                    | Altenheim in einer Siedlung für Siebenbürger Sachsen in Drabenderhöhe, Gedenktafel                                                                                  | 1966                | „Die siebenbürgische Heimat verloren wir. Unsere Urheimat nahm uns liebevoll auf. Wir wurzeln wieder und leben dankbar auf eigenem Grund. 1966.“ |
| 0    | Willich                  | Gedenkstein auf dem Friedhof | 1967                | „Heimat, verlor`ne, dich sucht uns`re Seele. Euch, ihr Toten, bewahrt unser Herz. 1967.“ |
|      | Witten                   | Gedenkstein an der Ecke Universitätsstraße/Hellweg | 1995                | „Über 15 Mio. Deutsche wurden im 2. Weltkrieg aus ihrer Heimat vertrieben. Über 3 Mio. Deutsche kamen dadurch ums Leben. Ca. 18.000 Vertriebene fanden nach 1945 dankbar Aufnahme in Witten. Wir gedenken unserer Toten durch Krieg, Flucht und Vertreibung. Bund der Vertriebenen, Stadtverband Witten – 50 Jahre – Mai 1995.“ |
| 0    | Wülfrath                 | Eingangshalle des Rathauses, Gedenktafel mit Wappen von Tiegenhof                                                                                                   |                     | „Unserer Patenstadt Wülfrath zum 150. Stadtjubiläum.“ |
| 0    | Wuppertal                | Görlitzer Platz in Wichlinghausen, Arnim-Denkmal | 1962                | „Hans Georg von Arnim siegte im Kampfe um die Freiheit des Glaubens als kursächsischer Feldherr am 13. Mai 1634 bei Liegnitz. Dieses Denkmal, von Liegnitzer Bürgern errichtet, wurde vor der Zerstörung im 2. Weltkrieg bewahrt und zum Gedenken an die Patenstadt Liegnitz im Jahre 1962 in Wuppertal aufgestellt.“ Hans Georg von Arnim-Boitzenburg, Legnica |